# Gare de Charmes
Gare de Charmes – stacja kolejowa w miejscowości Charmes, w departamencie Wogezy, w regionie Grand Est, we Francji. Jest zarządzana przez SNCF i obsługiwana przez pociągi TER Grand Est.

## Położenie
Znajduje się na linii Blainville – Damelevières – Lure, na km 25,346 między stacjami Bayon i Vincey, na wysokości 291 m n.p.m.

## Linie kolejowe
- Linia Blainville – Damelevières – Lure
- Linia Charmes – Rambervillers